# Лужки (Яворовский район)
Лужки (укр. Лужки) — село в Яворовской городской общине Яворовского района Львовской области Украины.
Население по переписи 2001 года составляло 78 человек. Занимает площадь 0,07 км². Почтовый индекс — 81016. Телефонный код — 3259.